# La corda d'oro
Kin'iro no corda (金色のコルダ?, Kin'iro no koruda, lett. "La corda color oro") è una serie di sei videogiochi sviluppata dal Ruby Party e pubblicata da Koei; il primo di essi ha ispirato l'omonimo manga, curato e adattato dalla mangaka Yuki Kure, ed in seguito anche un anime trasmesso nel 2006-2007, dal titolo Kin'iro no corda ~primo passo~ (金色のコルダ ～primo passo～?), suddiviso in 25 episodi più un OAV, un secondo anime di due episodi nel 2009, intitolato Kin'iro no corda ~secondo passo~ (金色のコルダ ～secondo passo～?), ed un terzo anime di 12 episodi nel 2014, intitolato Kin'iro no corda Blue♪Sky (金色のコルダ Blue♪Sky?).
In Italia il manga è edito dalla J-Pop con il titolo La corda d'oro, mentre la serie animata rimane inedita.

## Trama
La prestigiosa Accademia Seisou è divisa in due lotti: il primo destinato ai corsi di studio regolari, il secondo riservato agli studenti del conservatorio. Kahoko Hino è una studentessa del corso regolare e, la mattina d'inaugurazione del nuovo anno scolastico, le appare lo spirito della musica sotto le sembianze di un minuscolo folletto di nome Lili, visibile solamente a coloro che possiedono un animo onesto e sensibile alla musica.
Lo spirito appare in occasione del bando di un importante concorso musicale, sopra il quale aleggia anche una leggenda riguardante due amanti violinisti, i quali hanno avuto anche parte poi alla fondazione della scuola stessa. Hino è l'unica persona della sua generazione a poter vedere il folletto: Lili le dona dunque un violino dotato d'una corda d'oro che vibra in sintonia con l'anima di chi lo suona. Questo permette a Kahoko, totalmente incompetente nel campo, di suonare meravigliosamente lo strumento.
Costretta così a partecipare suo malgrado al concorso, la ragazza si ritrova a concorrere contro dei professionisti nel campo musicale.

### Selezioni musicali a cui partecipano i protagonisti
Prima: apertura (epi. 5)
- Kahoko: Friedrich Chopin - Tristesse
- Kazuki: Josef Franz Wagner - Unter dem Doppeladler (Sotto la doppia Aquila)
- Keiichi: Luigi Boccherini - Concerto per violoncello n. 9 in si bemolle maggiore (G.482)
- Azuma: Edvard Grieg - Il mattino
- Shoko: Max Reger - Romance in Sol maggiore
- Ren: Henryk Wieniawski - Polonaise Brilliante (Polonaise de Concert) n ° 1 op. 4 in Re maggiore per violino e orchestra

Seconda: qualcosa in cui credere (epi. 10)
- Kahoko: Johann Pachelbel - Kanon und Gigue in Re maggiore
- Ryotaro: Chopin - Fantasia-Improvviso in Do diesis
- Kazuki: Felix Mendelssohn Bartholdy - Auf Flügeln des Gesanges, op 34-2
- Keiichi: Camille Saint-Saëns - Le Cygne, penultimo movimento tratto da Il carnevale degli animali
- Azuma: Jules Massenet - Meditation, intermezzo dell'opera Thaïs
- Ren: Tomaso Antonio Vitali - Ciaccona in sol minore per violino e basso continuo
- Shoko: Saint-Saëns - Romance

Terza: ciò che si considera insostituibile (epi. 17)
- Kahoko: Pëtr Il'ič Čajkovskij - Mélodie (nell'anime); Gabriel Fauré - Aprés un rêve, Chansons Op. 07  (nella serie manga)
- Ren: Maurice Ravel - Tzigane, per violinio e pianoforte
- Kazuki: Franz Schubert - Serenade
- Keiichi: Gabriel Fauré - Sicilienne, Op 78 per violoncello e pianoforte
- Azuma: Johann Sebastian Bach - Partita per flauto solo in La minore
- Ryotaro: Chopin - The Revolutionary Etude, conosciuto anche come La caduta di Varsavia
- Shoko: Robert Schumann - Tre Romanze Op. 28 No. 2

Quarta: tema libero
- Kahoko: Schubert - Ave Maria
- Ren: Niccolò Paganini - Capriccio n. 24
- Kazuki: Gustav Holst - Jupiter, da I pianeti Op. 32
- Keiichi: Bach - Preludio dalla Suite n. 1 per violoncello solo (Bach)
- Azuma: Sergei Rachmaninov - Vocalise Op. 34 No. 14
- Ryotaro: Franz Liszt - La Campanella
- Shoko: Canti popolari polacchi - Clarinet Polka

## Personaggi

### Studenti del corso regolare

Kahoko mentre si sta recando a scuola nell'anime

- Kahoko Hino (日野 香穂子?, Hino Kahoko):

Doppiata da: Yūki Nakajima (gioco), Reiko Takagi (anime).
Protagonista della storia, Hino è una ragazza onesta e genuina. Nonostante sappia poco o niente sulla musica riesce, grazie alla sua forza di volontà, ad entrare in sintonia con essa. Il primo brano che riesce ad eseguire è l'Ave Maria (Ellens dritter Gesang) di Franz Schubert, udito in precedenza dal violino di Tsukimori, il quale finirà per innamorarsi di lei.
- Ryotaro Tsuchiura (土浦 梁太郎?, Tsuchiura Ryōtarō):

Doppiato da: Kentarō Itō da adulto e da Ayumi Tsunematsu da bambino.
Appartiene ai corsi regolari ed è al secondo anno di studi. Fa parte della squadra di calcio della scuola, ma nasconde una straordinaria abilità nel suonare il piano. Per sostenere Kahoko vittima di un sabotaggio durante la prima selezione, si ritrova anch'egli involontariamente coinvolto nel concorso musicale. Il suo carattere forte e pieno di trasporto emotivo suscita le simpatie dei coetanei, a differenza di Ren, col quale peraltro intercorrono pessimi rapporti.
- Nami Amou (天羽 菜美?, Amou Nami):

Doppiata da: Yuki Masuda.
Studentessa che lavora per il giornale della scuola ed appartiene alla sezione di studi regolari. Dimostra subito di avere vitalità e un notevole fiuto per captare i pettegolezzi, anche se questo non le impedisce di stringere amicizia con Kahoko e Shoko.
- Aoi Kaji  (加地 葵?, Kaji Aoi):

Doppiato da: Mamoru Miyano.
Un nuovo studente che si trasferisce nella classe di Kahoko e che pare sia innamorato follemente di lei. Suona la viola ed ha un carattere esuberante e molto espansivo, soprattutto quando si tratta dei propri sentimenti nei confronti di Hino. Nell'anime appare solo nei due episodi del 2009.
- Nao Kobayashi (小林 直?, Kobayashi Nao) e Mio Takato (高遠 美緒?, Takato Mio):

Doppiate da: Eri Nakao e Satomi Arai.
Le due migliori amiche di Kahoko, frequentano la stessa classe e non smettono un attimo d'incoraggiarla e sostenerla anche nei momenti più difficili.
- Junnosuke Sasaki (佐々木 淳之介?, Sasaki Junnosuke):

Doppiato da: Hisayoshi Suganuma.
Compagno di Ryotaro nella squadra di calcio; spesso stuzzica benevolmente l'amico, soprattutto nei riguardi di Kahoko.

### Studenti del dipartimento musicale
- Len Tsukimori (月森 蓮?, Tsukimori Len):

Doppiato da: Kishō Taniyama.
Figlio d'arte, i suoi genitori sono una pianista e un violinista assai famosi. Suona il violino ma se la cava egregiamente anche col pianoforte: è un vero e proprio genio della musica. Caricato fin da bambino dalle forti aspettative dei genitori e sempre ammirato per le sue doti musicali, si dimostra inizialmente critico ed altero, suscitando spesso invidie ed antipatie nei suoi coetanei e compagni di classe. Inizialmente mostra un'evidente antipatia per Kahoko, ma a poco a poco inizia a conoscerla meglio fino ad innamorarsene. Appartiene al conservatorio della scuola e frequenta il secondo anno.
- Kazuki Hihara (火原 和樹?, Hihara Kazuki):

Doppiato da: Masakazu Morita.
Frequenta il terzo anno, appartiene al conservatorio e suona la tromba, fa anche parte dell'orchestra della scuola. Si tratta di un giovane allegro, spensierato e generoso, ma anche molto sensibile e dall'ingenuità quasi fanciullesca. Egli è il primo a prestare aiuto e supporto a Kahoko, ed uno dei primi ad innamorarsene.
- Azuma Yunoki (柚木 梓馬?, Yunoki Azuma):

Doppiato da: Daisuke Kishio.
Elegante e ammirato, è uno degli studenti più esperti del conservatorio. Suona il flauto, appartiene ad una nobile e ricca famiglia dal passato illustre. Mostra una facciata amabile e dignitosa ma nasconde un carattere irritante, calcolatore e arrogante. Pretende di manovrare persone e situazioni a suo piacimento.
- Shoko Fuyuumi (冬海 笙子?, Fuyuumi Shōko):

Doppiato da: Akemi Sato.
Suona il clarinetto ed è al primo anno di conservatorio. Si tratta di una ragazza molto timida e sensibile, insicura persino quando suona virtuosamente. Amabile e priva di qualsiasi malizia, riesce facilmente a diventare subito una cara amica sia di Kahoko che di Nami.
- Keichii Shimizu (志水 桂一?, Shimizu Keiichi):

Doppiato da: Jun Fukuyama.
Ottimo virtuoso del violoncello nonostante frequenti ancora solo il primo anno. La sua vita gira interamente attorno alla musica, a cui spesso si dedica anche per tutta la notte: difatti è sua consuetudine addormentarsi nei posti più strani e impensabili. Ha un carattere docile e tranquillo, tanto da guadagnarsi immediatamente le simpatie di Kahoko.
- Megumi Shōji (庄司 恵?, Shōji Megumi):

Doppiata da: Nami Kurokawa.
Studentessa del primo anno, doveva far da accompagnatrice di Kahoko alla prima selezione; ha tuttavia mentito sulle sue buone intenzioni perché gelosa del fatto che un'allieva regolare fosse stata scelta per partecipare al concorso di musica. Prova un sentimento romantico nei confronti di Ren, non ricambiato. Si riscatterà però durante l'ultima selezione.
- Manami Mori (森 真奈美?, Mori Manami):

Doppiata da: Umeka Shōji.
Fa da accompagnatrice di Kahoko durante la seconda e la terza selezione ed è nella stessa classe di Ren. Diventano entrambe presto amiche affiatate e sincere.
- Rie Nozaki (野崎 理絵?, Nozaki Rie):

Studente del primo anno che fa da accompagnatore a Shoko.
- Tsukasa Hasegawa (長谷川 司?, Hasegawa Tsukasa):

Studente del terzo anno che fa da accompagnatore a Kazuki, è anche membro del Club orchestrale.
- Shozaburo Kishimoto (岸本 正三郎?, Kishimoto Shōzaburō):

Studente del secondo anno; è colui che ha rinchiuso Ren dentro un armadio durante la seconda selezione del concorso, impedendogli così di partecipare.
- Mai Koizumi (小泉 麻衣?, Koizumi Mai):

Studentessa del primo anno e membro del Club Orchestrale, una volta ha chiesto l'opinione di Kahoko su una sua esecuzione.
- Mai Tsugawa (津川 麻衣?, Tsugawa Mai):

Doppiata da: Ai Maeda.
Studentessa del secondo anno, a capo del fan club dedicato a Yunoki-senpai; Shoko rimarrà vittima dei suoi comportamenti da bullo.

### Altri
- Hiroto Kanazawa  (金澤 紘人?, Kanazawa Hiroto):

Doppiato da: Hideo Ishikawa.
Professore della Seisou, un tempo si dedicava con trasporto e successo alla musica lirica. Pigro e svogliato, è l'insegnante incaricato ad organizzare il concorso musicale, nonostante la sua accidia lo porti ad evitare ciò che lui considera soltanto delle seccature. Ama cucinare, fuma in continuazione e si diverte ad osservare i giovani e i loro problemi, mostrando comunque un buon cuore.
- Lili (リリ?, Riri):

Doppiato da: Kaori Mizuhashi.
Il magico folletto apparso a Kahoko davanti alla grande statua del cortile d'ingresso. Gli dona un violino dotato di corda d'oro perché ella possa partecipar alla competizione musicale.
- Minami (南?):

Doppiato da: Tomoyuki Dan.
Proprietario del negozio di strumenti musicali.
- Shinobu Osaki (王崎 信武?, Ōsaki Shinobu):

Doppiato da: Katsuyuki Konishi.
Maestro di violino in una classe di bambini. Riuscirà a convincer i ragazzi a partecipare ad una giornata coi suoi piccoli allievi.
- Mizue Sakimoto (崎本 水枝?, Sakimoto Mizue).

Doppiata da: Hōko Kuwashima.
Ex fidanzata di Ryotaro.
- Misa Hamai (浜井 美沙?, Hamai Misa):

Doppiata da: Kaori Yamagata.
Madre di Ren, è una famosa pianista spesso impegnata in concerti e spettacoli pubblici all'estero. Dopo averla conosciuta s'affezionerà sinceramente a Kahoko: suo marito, il padre di Ren, è un famoso violinista.
- Miyabi Yunoki (柚木 雅?, Yunoki Miyabi):

Doppiata da: Akemi Kanda.
Sorella minore di Azuma, frequenta la stessa scuola di Ayano ed è molto affezionata al fratello.
- Ayano Takashina (高階 礼乃?, Takashina Ayano):

Doppiata da: Aya Endō.
Frequenta la prima superiore ed è la fidanzata designata di Yunoki-senpai scelta dalla nonna di lui; purtroppo per lei non è corrisposta.

## Media

### Videogiochi
La serie è composta da un totale di sei videogiochi:
- 2003: Kin'iro no corda (Windows, PlayStation 2, PlayStation Portable)
- 2007: Kin'iro no corda 2 (PlayStation 2)
- 2007: Kin'iro no corda 2 - Encore (PlayStation 2)
- 2009: Kin'iro no corda 2 Forte (PlayStation 2)
- 2009: Kin'iro no corda 2 Forte - Encore (PlayStation Portable)
- 2010: Kin'iro no corda 3 (PlayStation Portable)

### Manga
Il manga, scritto e disegnato da Yuki Kure, è stato serializzato dall'ottobre 2003 al 24 maggio 2011 sulla rivista LaLa edita da Hakusensha. I vari capitoli sono stati raccolti in diciassette volumi tankōbon pubblicati dal 5 marzo 2004 al 5 luglio 2011.
In Italia è stato pubblicato dalla J-Pop, divisione di Edizioni BD, dal 29 ottobre 2008 al 31 gennaio 2014.

#### Volumi
| Nº | Data di prima pubblicazione | Data di prima pubblicazione | Data di prima pubblicazione | Data di prima pubblicazione |
| Nº | Giapponese                  | Giapponese                  | Italiano                    | Italiano                    |
| -- | --------------------------- | --------------------------- | --------------------------- | --------------------------- |
| 1  | 5 marzo 2004                | ISBN 978-4-59-218071-5      | 29 ottobre 2008             | ISBN 978-88-6123-323-2      |
| 2  | 5 agosto 2004               | ISBN 978-4-59-218072-2      | 8 febbraio 2009             | ISBN 978-88-6123-388-1      |
| 3  | 5 febbraio 2005             | ISBN 978-4-59-218073-9      | 5 aprile 2009               | ISBN 978-88-6123-417-8      |
| 4  | 5 agosto 2005               | ISBN 978-4-59-218074-6      | 20 settembre 2009           | ISBN 978-88-6123-503-8      |
| 5  | 5 gennaio 2006              | ISBN 978-4-59-218075-3      | 15 novembre 2009            | ISBN 978-88-6123-614-1      |
| 6  | 2 maggio 2006               | ISBN 978-4-59-218076-0      | 30 gennaio 2010             | ISBN 978-88-6123-652-3      |
| 7  | 5 ottobre 2006              | ISBN 978-4-59-218077-7      | 18 luglio 2010              | ISBN 978-88-6123-695-0      |
| 8  | 5 marzo 2007                | ISBN 978-4-59-218078-4      | 12 settembre 2010           | ISBN 978-88-6123-673-8      |
| 9  | 5 ottobre 2007              | ISBN 978-4-59-218079-1      | 11 giugno 2011              | ISBN 978-88-6634-020-1      |
| 10 | 5 marzo 2008                | ISBN 978-4-59-218080-7      | 31 luglio 2011              | ISBN 978-88-6634-069-0      |
| 11 | 5 settembre 2008            | ISBN 978-4-59-218671-7      | 12 novembre 2011            | ISBN 978-88-6634-157-4      |
| 12 | 5 marzo 2009                | ISBN 978-4-59-218672-4      | 28 gennaio 2012             | ISBN 978-88-6634-193-2      |
| 13 | 5 agosto 2009               | ISBN 978-4-59-218673-1      | 29 febbraio 2012            | ISBN 978-88-6634-217-5      |
| 14 | 5 febbraio 2010             | ISBN 978-4-59-218674-8      | 21 aprile 2012              | ISBN 978-88-6634-247-2      |
| 15 | 5 ottobre 2010              | ISBN 978-4-59-218675-5      | 20 luglio 2013              | ISBN 978-88-6634-295-3      |
| 16 | 29 dicembre 2010            | ISBN 978-4-59-218676-2      | 7 dicembre 2013             | ISBN 978-88-6634-316-5      |
| 17 | 5 luglio 2011               | ISBN 978-4-59-218677-9      | 31 gennaio 2014             | ISBN 978-88-6634-494-0      |

### Anime
L'anime non giunge fino alla conclusione della storia, ma si ferma al volume 10 del manga. Le musiche, data la tematica della vicenda, hanno un ruolo protagonista e sono state ben curate, nell'anime come nel videogioco.
Per la prima serie la sigla d'apertura è Brand New Breeze di Kanon; la sigla di chiusura è Crescendo degli Stella Quintet, cioè le voci dei cinque protagonisti maschili della storia (Ren, Ryotaro, Keiichi, Kazuki, Azuma e Aoi).
I due episodi della seconda serie hanno solo una sigla di chiusura, Aosora no sukoa ～The score in blue～ (蒼穹のスコア ～The score in blue～?) degli Stella Quintet.